# カリフォルニアハイイログマ
カリフォルニアハイイログマ Ursus arctos californicus は、食肉目クマ科に属するヒグマの亜種の1つで、アメリカ合衆国カリフォルニア州の南部に生息していたが、すでに絶滅した。
体色は褐色、体長は1.8mから3m、体重は130kgから680kg。雑食性。

## 絶滅の経緯

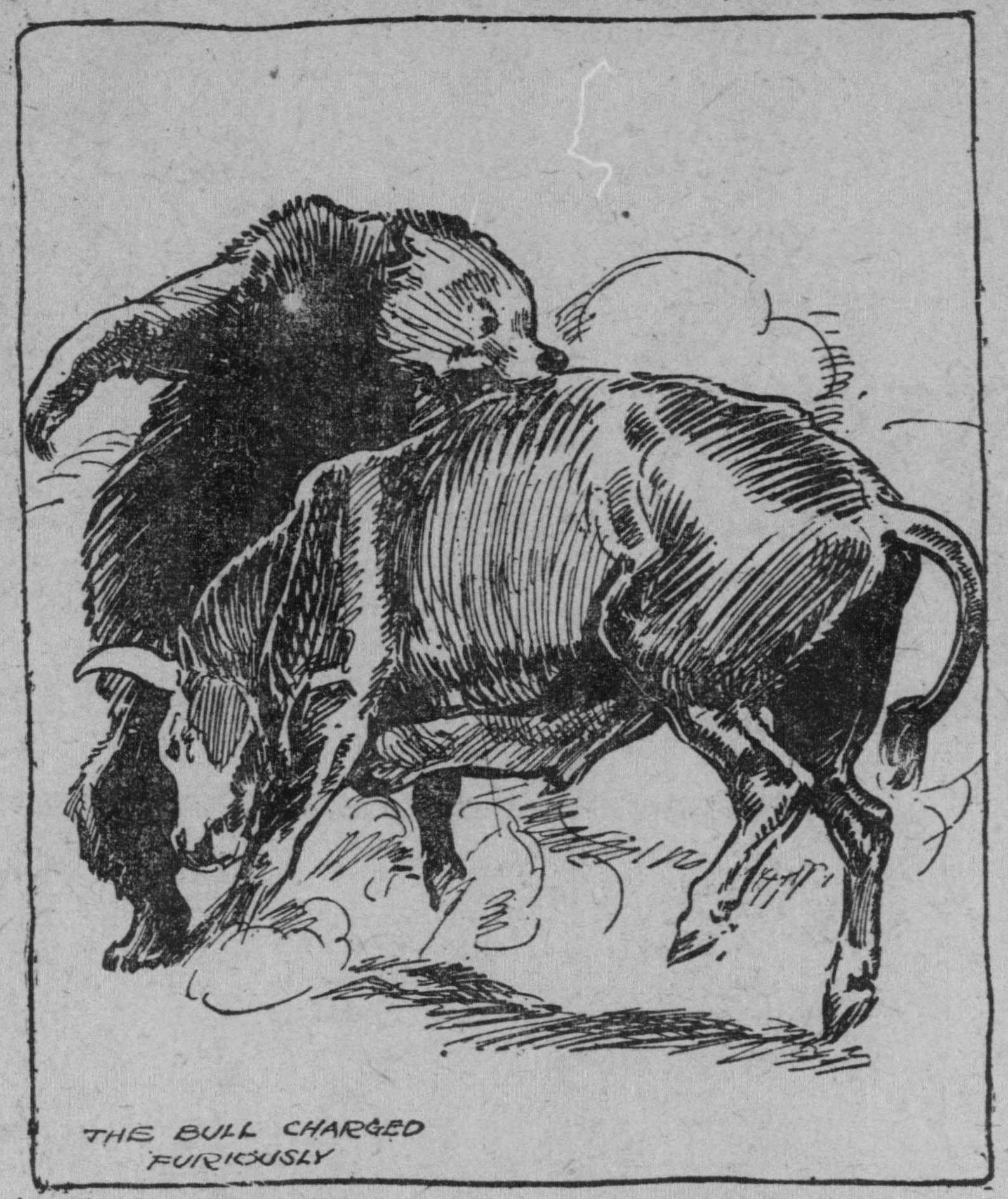
1911年に出版された、雄牛とヒグマを戦わせるスポーツのポスター

1848年のゴールドラッシュ以降、カリフォルニアに移住者が増えるにつれてカリフォルニアハイイログマは家畜を食べる害獣とされて駆除の対象とされた。
また、ヒグマと雄牛を無理矢理戦わせるスポーツが盛んになり、その需要も減少を後押しした。
毛皮の利用価値もあってカリフォルニアハイイログマの数は激減し、1880年頃には平野部ではほとんどみられなくなった。
1922年トゥーレアリ郡の牧場で1頭のカリフォルニアハイイログマが子牛を襲って射殺された。これが人間に撃ち取られた最後のものとされている。1924年にセコイア国立公園で1頭のカリフォルニアハイイログマが数回目撃されたが、これが最後の記録となっている。

## 象徴
カリフォルニアハイイログマは、カリフォルニア州の旗に描かれている。これは1840年代中葉に、当時メキシコ領だったカリフォルニアで反乱を起こしたアメリカ人たちが旗印として採用したもので、勇敢さ・強さの象徴としてであった。その後この旗は1911年に州旗として制定され、現在も使用されている。